# Reggae
Reggae este un gen muzical dezvoltat prima dată în Jamaica, spre sfârșitul anilor 1960.
Reggae este un stil care își are originile în dezvoltarea stilurilor ska și rocksteady, cu un ritm în general mai lent decât cel al ska și rocksteady. Reggae de obicei are accentul pe a II-a și a IV-a bătaie din fiecare măsură, având 4 bătăi pe măsură.
Reggae este adesea asociat cu mișcarea Rastafari, o influență importantă asupra multor muzicieni reggae deosebiți, încă de la începutul său. Tematica versurilor e foarte diversă, incluzând: iubirea, credința, relațiile, sărăcia, nedreptatea și alte probleme sociale.

## Istorie

### Etimologie
Cuvântul reggae ca termen muzical a apărut pentru prima dată în presă odată cu cântecul rocksteady de succes din 1968 "Do the Reggay" al formației The Maytals, dar era deja folosit în Kingston, Jamaica, ca și nume al unui dans mai lent și stil de rocksteady. Ca artist reggae, Derrick Morgan spunea: «Nu ne'a plăcut numele de rocksteady, așa că am încercat o versiune diferită a lui "Fat man". S-a schimbat ritmul din nou. Producătorului Bunny Lee i-a plăcut ideea. A creat melodia cu vocea și chitara ritmică. Suna ca și "reggae, reggae" și de aici trăgându-și și numele».
Se spune că Bob Marley a revendicat cuvântul "reggae", care vine de la un termen spaniol pentru "muzica regilor".

### Origini
Deși puternic influențată de muzica africană, muzica caraibeană și de rhythm and blues-ul american, reggae își are rădăcinile directe în dezvoltarea ska și rocksteady în anii 1960 în Jamaica.
Muzica ska prima dată a apărut în studiourile din Jamaica între anii 1959 și 1961. Aproape de anii '60, mulți muzicieni au început să folosească un tempou mai lent al ska, în timp ce experimentau offbeat-urile și basul lent. Melodia lentă a fost numit rocksteady, după un single de către Alton Ellis. Această fază a muzicii jamaicane a durat doar până în 1968, când muzicienii au început să încetinească ritmul muzicii din nou, și adăugând mai multe efecte. Acestea au dus la crearea reggae.
The Wailers, pornită de Bob Marley, Peter Tosh, și Bunny Wailer în 1963, este grupul care a făcut tranziția prin toate cele trei stagii: de la cântece ska de succes precum „Simmer Down”, la un rocksteady mai lent, apoi la reggae. Ei sunt și printre pionierii importanți ai reggae, împreună cu Prince Buster, Desmond Dekker, Jackie Mittoo și încă câțiva.
Câțiva dintre cei mai importanți producători jamaicani care au fost influențați intens în dezvoltarea din ska în rocksteady și reggae în 1960 îi include pe Coxsone Dodd, Lee "Scratch" Perry, Leslie Kong și King Tubby. Alt producător a fost Chris Blackwell, care a înființat "Island Recordsin" la 1960, în Jamaica, apoi relocată în Anglia la 1962, unde a continuat să promoveze muzica jamaicană  A format un parteneriat în Marea Britanie până în 1974, când Saga a cumpărat denumirea.

### Anii 1970 și 1980
Filmul din 1972 "The harder they come" a generat interese considerabile și popularitate pentru muzica reggae în Marea Britanie.

## Caracteristici ale muzicii

### Instrumente de suflat
Instrumentele de suflat sunt folosite adesea în reggae, de multe ori la începutul melodiei sau la contra-melodie. Instrumentele tipice sunt saxofonul, trompeta și trombonul.

## Subgenuri
Reggae include câteva subgenuri, precum: Roots reggae, Dub, Rockers, Lovers Rock și Dancehall.

### Roots reggae
Roots reggae se referă de obicei la cel mai ușor de cunoscut tip de reggae, fiind făcut popular pe plan internațional de artiști, precum Bob Marley și Peter Tosh, care au dominat înregistrările jamaicane din jurul anului 1972 până la inceputul aniilor 1980.
Deși sunt caracteristici muzicale diferite față de muzica reggae, termenul "roots" face referire mai mult la mesajul transmis decât la stilul muzical si este des folosit ca fiind un stil/sub-gen sau pentru a da un anumit context unei muzici artistice care conține mai multe sub-genuri ale muzicii reggae.

### Dub
Dub este un gen de reggae iar pionierii acestui gen au fost  Lee 'Scratch' Perry si King Tubby.

### Rockers
Termenul de "rockers" se referă la un sunet specific al genului roots reggae, pionierat la mijlocul aniilor 1970 de către Sly & Robbie, ajunge foarte popular la sfârșitul aniilor 70'. Rockers este descris ca fiind un stil mai mecanic si mai agresiv al stilului de muzică reggae.

### Lovers Rock
Lovers Rock este un sub-gen originar din sudul Londrei la mijlocul aniilor 1970. Versurile sunt de obicei despre dragoste.
Reprezentanți ai acestui stil muzical: Gregory Isaacs, Freddy McGregor, Dennis Brown, Maxi Priest si Beres Hammond.

## Festivaluri de reggae
- Caribana, din localitatea canadiană Toronto
- Montreal Reggae Festival, din localitatea canadiană Montreal (provincia Quebec)
- Midwest Reggae Festival, din localitatea americană Nelson
- Notting Hill Carnival, din localitatea britanică Londra
- Real Beat Festival, Cehia
- Reggae Geel, din localitatea belgiană Geel
- Reggae Sunsplash, din localitatea jamaicană Ocho Rios
- Reggae Sumfest, din localitatea jamaicană Montego Bay
- Reggae on the River
- Reggae Rising
- Rototom Sunsplash, din localitatea italiană Udine (comuna Osoppo)
- Summerjam, din localitatea germană Köln
- Soča Reggae Riversplash, din localitatea slovenă Tolmin
- Uppsala Reggae Festival, din Suedia

### Music and audio
- Buffalo Soldier – Bob Marley